# Новоникольское (Новосибирская область)
Новоникольское — деревня в Северном районе Новосибирской области России. Входит в состав Верх-Красноярского сельсовета.

## География
Площадь деревни — 42 гектара.

## История
Основана в 1801 г. В 1928 году деревня Ново-Никольская состояла из 103 хозяйств, основное население — русские. В административном отношении являлась центром Ново-Никольского сельсовета Ново-Троицкого района Барабинского округа Сибирского края.

## Население
| 2002 | 2007 | 2010 |
| ---- | ---- | ---- |
| 154  | ↘97  | ↘82  |

## Инфраструктура
В деревне по данным на 2018 год не функционируют не одного учреждения здравоохранения и образования.